# Äripäev
Az Äripäev (magyarul: munkanap) tabloid formátumban megjelenő észtországi üzleti magazin. 1989-ben alapította a Dagens Industri nevű piacvezető svéd üzleti újság. Az Äripäev első számát 1989. október 9-én adták ki. 1992 májusáig heti egy alkalommal jelent meg, majd 1996 februárjáig háromszor egy héten. 1996 óta hetente öt alkalommal jelenik meg.
Az Äripäev kiadási jogai az AS Äripäevhez tartoznak, amit a családi tulajdonban lévő svéd médiakonszern, a Bonnier Group birtokol.